# Ярмоленко Павло Андрійович
Павло́ Андрі́йович Ярмо́ленко (23 грудня 1927, м. Харків, Україна — †23 травня 2002, там же) — український педагог-новатор, професор (1988), доктор педагогічних наук (1985).

## Життєпис
Павло Андрійович Ярмоленко до 1941 р. вчився у середній школі № 33 м. Харкова, закінчив 5 класів. Трудову діяльність розпочав під час війни у 1944 р. учнем радіомайстра в Окружній майстерні зв"язку у Харкові. У 1944—1945 рр. працював бригадиром слюсарів-збірників на 8-му Державному підшипниковому заводі, у 1945—1947 рр. робив токарем у Центральних електромеханічних майстернях тресту Південелектромонтаж, у 1947—1949 рр. токарював на заводі «Сетьмаш» у м. Харкові. У 1944—1949 рр. навчався у школі робітничої молоді № 3 м. Харкова, після її закінчення у 1949 р. вступив до філологічного факультету Харківського держуніверситету ім. О. М. Горького, який закінчив на відмінно у 1954 р., отримав диплом з відзнакою.
Педагогічну діяльність розпочав у 1954 р. у школі робітничої молоді № 48 у м. Харкові. У 1954—1956 рр. працював вчителем предметів української і російської філології, керівником виробничого навчання у середній школі № 33 м. Харкова. Був висунутий і у 1956—1957 рр. працював інспектором шкіл Харківського міського відділу народної освіти з виробничого навчання та вчителював у СШ № 33.
У 1957 р. в Харкові у видавництві «Радянська школа» вийшла перша книга /2/.Був запрошений на роботу до Харківського державного педагогічного інституту, у якому працював у 1958—1959 рр. викладачем і вчитилював у СШ № 33. У подальшому переведений на роботу і 1959—1963 рр. працював інспектором шкіл с виробничого навчання у Харківському облвно.
У 1963 р. працював вчителем виробничого навчання у СШ № 119 м. Харкова і з цього року робив у навчальному цеху Харківського тракторного заводу, спочатку заступником начальника з навчальної роботи, потім виконуючим обов'язки начальника навчального цеху, надалі до 1975 р. начальником навчального цеху ХТЗ ім. С.Орджонікідзе. У 1967—1975 рр.
4 рази вибирався депутатом Орджонікідзевської районної Ради депутатів трудящих у м. Харкові, головою депутатської комісії з народної освіти. У 1968 р. нагороджений значком «Відмінник соціалістичного змагання Міністерства тракторного І сільськогосподарського машинобудування» і значком «Відмінник народної освіти»/УРСР/.
З 1969 р. публікує статті з питань політехнічної трудової підготовки школярів у республіканському, союзному, місцевому друку /2;3/. 1970 р. був учасником і доповідачем на заключному пленарному засіданні Всесоюзних педагогічних читань у Москві/4/. Був нагороджений медаллю «За доблесну працю», значком «Відмінник освіти СРСР».
У 1971 р. успішно захистив кандидатську дисертацію на тему: «Система трудової політехнічної підготовки старшокласників в умовах навчального цеху» в НДІ змісту і методів навчання АПН СРСР/5/. Науковцю, педагогу-новатору у 1971 р. був присвоєний вчений ступінь кандидата педагогічних наук. Робота навчального цеху Харківського тракторного заводу під керуванням П. А. Ярмоленка була схвалена колегією Міністерства освіти СРСР і президією ЦК профспілки працівників освіти, вищої школи і наукових закладів/6/. Робота навчального цеху ХТЗ, де працював начальником П. А. Ярмоленко, відмічена премією Ленінського комсомолу /6/. Педагог-новатор був нагороджений медаллю «За трудову відзнаку». У 1972 р. вчений був учасником і доповідачем Всесоюзної наради з проблем трудового навчання учнів старших класів міських середніх загальноосвітніх шкіл у Москві /8/. У 1973 р. педагог був учасником і доповідачем науково-практичної конференції «Педагогічні питання попередження бездоглядності і правопорушень серед дітей і підлітків у Харківській області» у Харкові/9/; учасником і доповідачем спільного колоквіуму АПН СРСР і НДР з актуальних проблем виховання учнівської молоді у Москві/10/. У Москві у видавництві «Вища школа» вийшла книга вченого, з трудового навчання школярів у міжшкільних навчально-виробничих комбінатах і цехах /у співавторстві з П. М. Андріановим та ін.//11/. У 1975 р. у складі делегації Міністерства освіти СРСР відвідав з питань освіти ПНР. 1975 р. друкуються статті науковця у перекладі за рубежем/12/
З 09.1975 р. по 05.1988 завідував кафедрою педагогіки Харківського державного університету ім. О. М. Горького /зараз Харківський національний університет ім. В. Н. Каразіна/. У 1975 р. розроблений під науковим керівництвом П. А. Ярмоленка проект політехнічного центру як навчального цеху авіаційного заводу, втілений у життя у Дзержинському районі м. Харкова /1979 р./, відмічений премією Ленінського комсомолу/6/. У 1976 р. у Москві у видавництві «Педагогіка» надрукована книга «Виховання школярів у праці» /у співавторстві з А. А. Шибановим та ін.//13/. У 1977 р. була видана монографія «Педагогогічні проблеми навчання і виховання старшокласників у міжшкільному центрі профорієнтації»/14/. Видана книга «Навчальний цех- досвід, проблеми, перспективи» /Бібліотека передового досвіду. Народна освіта//6/. Було 1-е видання «Довідника наставника робітничої молоді» /у співавторстві з Д. М. Петровою, Л. М. Саковською та ін.//15/. У 1978 р. присвоєно вчене звання доцента по кафедрі педагогіки.
У 1983 р. П. А. Ярмоленкео був учасником і доповідачем Всесоюзної науково-практичної конференції «Роль університетів у підготовці кадрів вищої кваліфікації» на ВДНГ СРСР у Москві/16/.У 1985 р. захистив докторську дисертацію на тему: «Педагогічні проблеми навчання і виховання старшокласників у міжшкільному політехнічному центрі трудового навчання і профорієнтації» у НДІ трудового навчання і професійної орієнтації АПН СРСР/17/, присвоєно вчений ступінь доктора педагогічних наук. У 1986 р. вчений був учасником наради-семінару завідувачів кафедр психології та педагогіки університетів і вищих навчальних закладів країни у Москві, де він узагальнив досвід підготовки студентів на педагогічних відділеннях університетів. У 1988 р. працював у Харківському держуніверситеті на посаді професора кафедри педагогіки. Видана методична розробка для студентів з педагогічної спадщини А. С. Макаренка /у співавторстві з Д. М. Петровою, І. С. Посоховою та ін.//19/.
З 05.1988 р. був вибраний по конкурсу до Київського державного інституту фізичної культури і працював на посаді професора кафедри ТПД /курс педагогіки/ на Харківському спортивному факультеті КДІФК, який перетворився у Харківський інститут фізичної культури /зараз Харківська державна академія фізичної культури/, де працював на кафедрі педагогіки і психології.

Співробітники кафедри загальної та професійної педагогіки УІПА

Паралельно працював на кафедрі загальної і професійної педагогіки /був першим керівником кафедри/ у Харківському інженерно-педагогічному інституті, що став Українською інженерно-педагогічною академією/1/. У 1988 р. присвоєне вчене звання професора кафедри загальної і професійної педагогіки. У 1988—1996 рр. головував у спеціалізованій Раді із захисту кандидатських дисертацій при Харківському державному педагогічному інституті ім. Г. С. Сковороди /зараз Харківський національний університет ім. Г. С. Сковороди//1/. У 1989 р. був нагороджений медаллю «Ветеран праці». У 1993 р. професор виступив на Першій російській науково-практичній конференції з міжнародною участю з проблем професійної освіти у Санкт-Петербурзі/20/. У 1995 р. була видана книга «Прогресивні навчальні заклади професійної освіти: проблеми, досвід, перспективи» /у співавторстві з І. Б. Васильєвим, В. Б. Бакатановою /21/. У 1997 р. У педагога став інсульт, його паралізовало, став Інвалідом 1 групи. 23.05.2002 настала смерть П. А. Ярмоленка.

## Значимість основних наукових ідей П.А.Ярмоленка у реформі освіти для підготовки учнів до свідомого вибору професії і праці
Павлу Андрійовичу Ярмоленку /1927-2002/ належить багато наукових робіт, в тому разі монографій, посібників, статей, що висвітлюють допрофесійну підготовку шкільної молоді, політехнічне навчання, трудове навчання і виховання, професійну орієнтацію старшокласників, педагогічний досвід практичної організації трудової підготовки учнів в умовах шкільних і міжшкільних майстерень, навчально-виробничих комбінатів Москви, Ленінграду, Мінська, Бєлгорода, Дніпропетровська, Одеси, Гайворона Кіровоградської області та ін., професійних ліцеїв, професійно- технічних училищ тощо. Вчений вивчив вимоги суспільства до допрофесійної підготовки школярів, вказав на обставини за яких трудова підготовка за характером як професійна може перетворитись у вузькопрофесійне навчання. Дослідження, проведені вченим, дозволили розвивати і комплексно реалізувати різнобічні можливості трудового навчання: політехнічні, виховні, профорієнтаційні, — за розробленою ним новою системою організації трудового навчання старшокласників і відповідній концентрації педагогічних засобів, що дозволяє підвищити ефективність трудової підготовки в міжшкільних цехах і навчально-виробничих комбінатах, професійних ліцеях, допомогти старшокласникам у свідомому життєвому виборі і самореалізації, визначенні свого місця, готовності до трудової діяльності /17.С.13,54/. Вже за це вчений-новатор, практик заслуговує на увічнення пам'яті і встановлення пам'ятної таблички на будинку по вул. Металістів у Харкові, де він жив.

П. А. Ярмоленко дослідив /14.С.21-79/ політехнічне трудове навчання старшокласників як засіб політехнічної освіти, трудового виховання і профорієнтації, визначив трудове навчання в системі політехнічної освіти, розкрив політехнічний характер трудового навчання, шляхи розвитку політехнічних засад трудового навчання і профорієнтації відповідно до вимог науково-технічної революції, вивчив умови формування політехнічних знань, вмінь в трудовому навчанні і зробив висновок, що в цій системі трудове навчання стає активним компонентом підсистем політехнічної освіти, трудового виховання і профорієнтації, що впливає на різнобічну підготовку школярів до праці, яка відповідає вимогам виробництва і науково-технічного прогресу. Вчений дослідив змістовну структуру політехнічного трудового навчання, показав взаємозв'язок основних компонентів системи політехнічної освіти, основ техніки і виробництва, що відображають закономірності сучасної техніки, економіки і організації виробництва, як загальнотехнічну основу трудового навчання. Педагог розкрив /5.С.20/, що для формування політехнічних знань і вмінь учнів 9-10-х /у теперішній профільній школі 10-12-х/ класів в системі трудового навчання необхідне вивчення загальнотехнічного матеріалу, як самостійних розділів навчальної програми в умовах відповідних лабораторій і кабінетів на лабораторних заняттях при спеціальній системі мір, що забезпечують взаємну дію загальноосвітніх, загальнотехнічних знань і вмінь, і практичної діяльності учнів, що взаємодіють і розкривають природничонаукову основу політехнічного трудового навчання, розвивають технічне критичне мислення. В дослідженні /17.С.54/ вчений виявив залежність продуктивності політехнічної підготовки від умов, що забезпечують стійку взаємодію природничонаукових, загальнотехнічних і технологічних знань і вмінь учнів.
Багато уваги у своїх дослідженнях /14.С.41-65/ П. А. Ярмоленко надавав проблемі виховання школярів в процесі трудового навчання і виробничої праці. В них показані виховні можливості міжшкільних центрів трудового навчання і профорієнтації, вплив виробничої праці на особистість старшокласників, якій переважно визначається відповідністю виду праці стійким інтересам і схильності учнів, характером навчально-виробничої обстановки, суспільною значимістю об'єктів праці навчаємих, педагогічно обґрунтованими методами і прийомами, засобами стимулювання цієї праці, і її організацією, особливо такими формами як навчальне виробництво і /колективна/ учнівська бригада. Вчений виявив /17.С.54/ залежність трудового виховання від рівня соціально-економічної і педагогічної організації виробничої праці старшокласників у сполученні зі спрямованим впливом робітничого колективу на трудове об'єднання школяріва; показав роль сполучення у виробничій праці колективного і індивідуального.
Одна з гострих проблем сучасності — професійна орієнтація учнів — стала важливим питанням теоретичних і експериментальних досліджень П. А. Ярмоленка. Вченим досліджено /14.С.60-69/ механізм вибору молодими людьми свого життєвого шляху. В індустріальному районі Харкова переважає потреба у робітничих професіях, проте випускники середніх загальноосвітніх шкіл, ліцеїв, гімназій намагаються вступити до будь-якого вишу, у теперішній час за балами складання зовнішнього незалежного оцінювання /ЗНО/, навіть коли мало знають про майбутню професію, не визначили свої здібності, не враховують потребу у фахівцях на ринку праці. В навчальному цеху ХТЗ дослідник знайшов рішення цієї проблеми великої державної важливості! Підтвердженням тому було нагородження ХТЗ премією Ленінського комсомолу за трудове виховання і професійну орієнтацію молоді /6/. З самими дефіцитними професіями в районі школярі зустрічались в навчальному цеху ХТЗ, в якому була запропонована педагогом система, складовими якої були професійна орієнтація, професійний відбір, надавалась можливість перевірити /ще під час отримання середньої загальної освіти/ свої здібності за вибраним профілем трудового навчання і розвинути їх у виробничій праці. Політехнічне трудове навчання і виховання, профорієнтація допомагали учням вибрати життєвий шлях. Розвивались схильності, становились визначеними і стійкими інтереси до техніки у виробничій праці на сучасному виробництві. Для педагогіки експеримент Павла Андрійовича Ярмоленка має велику цінність. Вчений дослідив /5.С.20/ основні етапи професійної орієнтації школярів в процесі політехнічного трудового навчання, зробив висновок, що педагогічні засоби спрямованого розвитку схильностей учнів до виробничих видів праці передбачають цілеспрямовану роботу з профорієнтації у 4-8-х /сучасних 4-9-х/ класах, знайомство з поняттям професіограма, їх змістом; організацію вибору навчаємими 9-х /сучасних 10-х/ класів профілю трудового навчання, апробування схильностей в практичній діяльності, розвиток стійких інтересів і схильностей до робітничих професій; трудове навчання старшокласників доцільно проводити за певними профілями, що вибираються з урахуванням виробничого оточення, перспектив його розвитку, політехнічного змісту і ін. вимог, і які для учнів, що вибрали профіль навчання з урахуванням своїх схильностей, а також маючих бажання отримати робітничу професію і використовуючих для цього факультативні години, придбає характер трудового навчання з професійним завершенням на рівні перших робітничих розрядів. Науковець виявив /17.С.54,56/ залежність ефективності професійної орієнтації від послідовного використання трудового навчання для апробування і розвитку їх схильностей на всіх стадіях формування професійних інтересів. В дослідженнях наукового працівника зроблено висновок, що міжшкільні політехнічні центри можуть розвинутись у районні опорні ланки державної системи професійної орієнтації. Науковець розкрив /14.С.69-75/ значення загальнотрудових умінь і роль професійних елементів в політехнічному трудовому навчанні.
Теоретично і практично важливим є розроблена і досліджена /6;14. С.80-124/ ним модель політехнічного центру як навчально-матеріальної бази для політехнічного трудового навчання і профорієнтації. Вчений виявив основні матеріально-технічні і організаційно-методичні основи формування міжшкільного центру як політехнічного центру професійної трудової діяльності старшокласників. Значною роботою П. А. Ярмоленка є праця «Навчальний цех — досвід, проблеми, перспективи»/6/, затверджена Управлінням шкіл Міністерства освіти УРСР, /з серії «Народна освіта, бібліотека передового досвіду»/ /1977/. Автор зробив висновок, що в міжшкільних навчально-виробничих комбінатах створюються умови для здійснення політехнічного трудового навчання. Щоб реалізувати їх, потрібно відповідним чином організувати навчальний матеріал, ввести до структури центру серію загальнотехнічних і природничонаукових підрозділів, розробити методи і прийоми, що забезпечують взаємозв"язок у вивченні основ наук і основ техніки, організувати, /враховуючі, що Макаренко Антон Семенович мав досвід організації праці вихованців в комуні ім. Ф. Дзержинського/, виробничу працю старшокласників на сучасному рівні. Для міжшкільного навчально-виробничого комбінату — нового типу організації трудового навчання і профорієнтації старшокласників П. А. Ярмоленко розкрив структуру навчально-матеріальної бази, основні види обладнання; показав структуру підрозділів НВК природничонаукового циклу, загально-технічного циклу, технологічного циклу, навчально-виробничих підрозділів для трудової діяльності. В дослідженнях П. А. Ярмоленка показані принципи формування і управління політехнічним центром, розкриті питання планування і організації навчально-виробничого процесу, зроблено висновок: що форма організації і вид навчальної бази для трудового навчання старшокласників найбільше ефективні за умови концентрації учнів групи середніх шкіл району і організації навчально-виховного процесу в навчальному цеху підприємства /або ряду підприємств і організацій/, структура і педагогічна система роботи якого забезпечує комплексне розв'язання основних завдань підготовки учнів до трудової діяльності; навчальний цех як політехнічний центр виконує при цьому наступні функції: методичного центру, що здійснює політехнічну спрямованість навчання у середніх школах, районного центру професійної орієнтації школярів, центру позакласної роботи з техніки, методичного центру трудового навчання у 4-8-х /зараз 4-9-х/ класах шкіл району. МНВК виступає як центр науково-технічної творчості учнівської молоді. Автор показав МНВК в системі освіти і підприємств, і в системі середніх шкіл.
Багато уваги в своїх дослідженнях /6;14/ П. А. Ярмоленко надавав навчальному виробництву як форми організації навчальної і виробничої праці старшокласників. Це питання на експериментальному матеріалі розкрито П. А. Ярмоленком в монографії «Педагогічні проблеми навчання і виховання старшокласників в міжшкільному центрі профорієнтації» /1977/ /14/. Науковець показав характерні ознаки системи організації трудового навчання старшокласників, розробленої педагогом на основі вище названих визначених /17.С.54/ ним залежностей: організація виробничої праці старшокласників здійснюється в новій формі — навчального виробництва, побудованій на сполученні педагогічних і організаційно-технологічних принципів, і діючий у взаємозв'язку з виробничим процесом підприємств. Взаємодіють навчальні і навчально-виробничі підрозділи, навчальне виробництво і, виробництво з основними підрозділами і технічними службами базового підприємства; забезпечується функціонування стійких і багатосторонніх структурних зв'язків трудового об"єднання як колектив школярів з робітничим колективом підприємства; на практиці засвоюється учнями система виробничих відносин сучасного виробництва у реальних суспільно-значимих зв'язках; активізуються взаємозв'язки основ наук і трудового навчання, завдяки педагогічним мірам з посилення політехнічної спрямованості і встановлення між ними стійкої взаємодії: функціонування наукових закономірностей в системі машин, агрегатів; взаємозв'язок технічних явищ і природничонаукових закономірностей; аналіз технічних об'єктів, виробничих явищ і технологічних процесів; міжпредметні зв'язки природничо-математичних, суспільних, економічних закономірностей і виробничої праці; в процесі трудового навчання використовується цілеспрямована система профорієнтаційних мір у безпосередньому зв'язку з трудовою діяльністю учнів.
Вчений визначив раціональні підходи до організації виробничої праці старшокласників як засобу трудового виховання, профорієнтації учнів у трудовому навчанні і, дав аналіз об'єктів праці школярів у навчальному виробництві.
П. А. Ярмоленко визначив загальні вимоги до концентрації умов для трудового навчання і профорієнтації старших школярів; зробив висновки /14.С.143;17.С.56/, що якщо концентрація педагогічних засобів в міжшкільних центрах спирається на систему організації трудового навчання старшокласників, що забезпечує послідовну реалізацію його політехнічних, виховних і профорієнтаційних можливостей, то це створює основи для переходу цих центрів на наступний ступінь їх розвитку — переростання в політехнічні центри. Формування в міжшкільному політехнічному центрі трудового навчання і профорієнтації педагогічно активного середовища дозволяє використовувати його і для дієвого впливу на підвищення технічного і методичного рівня трудової підготовки в середніх класах, на посилення політехнічної спрямованості при вивченні природничих і суспільних наук в старших класах, сприяє цілісній системі профорієнтаційної роботи в середній школі. В педагогічному експерименті П. А. Ярмоленко довів, що здійснення в міжшкільних політехнічних центрах трудового навчання з розвиненими політехнічними, виховними і профорієнтаційними можливостями /перетворюють його в активний компонент підсистем політехнічної освіти, трудового виховання і профорієнтації, що посилює їх взаємодію в загальній системі навчально-виховної роботи середньої школи/, що веде до значного підвищення рівня різнобічної підготовки школярів до праці. Педагог здійснював наукове керівництво проєктом політехнічного центру як навчального цеху, втілений у життя у Дзержинському районі м. Харкова у 1979 р. /У 1975 р. проєкт відмічений премією Ленінського комсомолу/. Дослідження, виконані П. А. Ярмоленком, щільно зв'язані з реформою середньої школи, з покращенням підготовки учнів до праці і їх професійної орієнтації.
Творчість П. А. Ярмоленка також безпосередньо зв'язана з практикою вищої освіти, з проблемами підготовки педагогічних кадрів. Доктор педагогічних наук запропонував систему спеціальних курсів і загальну структуру психолого-педагогічних, і методичних дисциплін, різних видів навчально-педагогічних практик у зв'язку їх з теоретичними заняттями з педагогічних дисциплін. Науковець брав участь у досвіді Харківського державного університету з роздільної підготовки студентів на науково-виробничих і науково-педагогічних відділеннях. В Українській інженерно-педагогічній академії читався авторський курс Павла Андрійовича «Основи технічної, моральної і педагогічної культури». Науковець сформулював систему сучасних підходів до освіти, виховання і різнобічного розвитку особистості навчаємого. П. А. Ярмоленко брав участь у розв'язанні проблем інженерно-педагогічної освіти, разом з С. Ф. Артюхом, В. І. Лобунцем, О. Е. Коваленко розробив концепцію розвитку інженерно-педагогічної освіти в Україні, вивчав наукові основи професійної освіти педагогів, особливості інженерно-педагогічної освіти майбутніх фахівців /20;21/.

### Окремі твори П.А.Ярмоленка
- З досвіду організації шкільної навчально-виробничої майстерні і проведення в ній виробничого навчання. Х.:Рад.шк.,1957.-31 с.
- Суспільні ідеали та ідеали особистості. К.:Тов."Знання",1970.-Сер.№ 1.-48 с.
- Система трудової політехнічної підготовки старшокласників в умовах навчального цеху: Автореф. дис. … канд. пед. наук. М.,1971.-22 с. /НДІ змісту і методів навчання АПН СРСР/./На рос. мові/.
- Трудове навчання школярів у міжшкільних навчально-виробничих комбінатах і цехах /П. Н. Андріанов, А. А. Васильєв, М. А. Жидельов, В. А. Поляков, П. А. Ярмоленко та ін./За ред. М. А. Жидельова, В. А. Полякова. М.:Вищ. шк., 1975.-120 с./На рос. мові/.
- Виховання школярів у праці /А. А. Шибанов, П. А. Ярмоленко, Н. П. Андріанов та ін. /За ред А. А. Шибанова. М.: Педагогіка, 1976.-104 с./На рос. мові/.
- Довідник наставника робітничої молоді /П. А. Ярмоленко, Д. М. Петрова, Л. М. Саковська та ін. Х.: Прапор

, 1977.-191 с.; 2-е вид. Х.,1981.-120 с./На рос. мові/.
- Навчальний цех — досвід, проблеми, перспективи /Затверджено управлінням шкіл Міністерства освіти УРСР. К.: Рад. шк., 1977.-126 с./ Бібліотека передового досвіду. Народна освіта/./На рос. мові/.
- Педагогічні проблеми навчання і виховання старшокласників в міжшкільному центрі профорієнтації: Монографія. Х: Вищ.шк.. 1977.-160 с./На рос. мові/.
- Поєднання навчання з виробничою працею — важлива умова формування активної життєвої позиції молоді. К.: Знання, 1978.-19 с./На рос. мові/.
- Педагогічні проблеми навчання і виховання старшокласників в міжшкільному політехнічному центрі трудового навчання і профорієнтації. М., 1980.-58 с. /На рос. мові/.
- Навчальні плани курсів: «Методика партійного навчання», «Соціальна психологія» /П. А. Ярмоленко, О. К. Дусавицький. Відп. за вип. П. А. Ярмоленко. Х., 1981.- 22 с./На рос. мові/.
- Методичні рекомендації з вивчення теми «Політехнічна підготовка і профорієнтація учнів загальноосвітніх шкіл» для студентів педагогічних відділень. Х.: ХДУ, 1984.-26 с.
- Педагогічні проблеми навчання і виховання старшокласників в міжшкільному політехнічному центрі трудового навчання і профорієнтації: Автореф. дис. … д-ра пед. наук. М., 1984.-26 с. /НДІ трудового навчання і професійної орієнтації АПН СРСР/./На рос. мові/.
- План-проспект монографії «Трудове становлення шкільної молоді»/За ред. П. А. Ярмоленка. Х.: ХДУ,1984.-2с. Затверджено на засіданні кафедри педагогіки ХДУ 24 квітня 1984 р., протокол № 14./На рос. мові/.
- Методичні рекомендації студенту з вивчення циклу психолого-педагогічних і методичних дисциплін в університеті /До розділу «Шляхи засвоєння педагогічної професії» в курсі «Вступ до спеціальності». Х.: ХДУ, 1986.-16 с./На рос. мові/.
- Методичні рекомендації з спецкурсу «Організація і управління навчально — виховним процесом у середніх навчальних закладах» для студентів 5 курсів. Х.: ХДУ, 1987.-14 с./На рос. мові/.
- Робоча програма інтегрованого курсу «Основи технічної, моральної і педагогічної культури». Завдання для самостійної роботи студентів /денне та заочне відділення/ Упоряд. П. А. Ярмоленко /авторський курс/. Х.: ХІПІ, 1993.-21 с./На рос. мові/.
- Прогресивні навчальні заклади професійної освіти: Проблеми, досвід, перспективи.-Ч.1,2. /П. А. Ярмоленко, І. Б. Васильєв, В. Б. Бакатанова. Х.; Ростов н/Д. /б.і./1995.-236 с./На рос. мові/.
- Методичні рекомендації з вивчення інтегрованого курсу «Основи технічної, моральної і педагогічної культури». Х.: УІПА, 1996.-40 с./На рос. мові/.

### Статті у збірниках і періодичному друку
- Виробниче навчання у школах Харкова // Рад. шк.-1957.-№ 3.-С.3-8.
- Трудова політехнічна підготовка старшокласників: Трудове навчання // Рад. шк.-1969.-№ 4.-С.50-53.
- Я б у робітники пішов // Правда.-1969.-11 верес./На рос. мові/.
- Політехнічний центр району: доповідь на заключному пленарному засіданні Всесоюзних педагогічних читань //Учит. газ.-1970.-4 квіт. -Фото./На рос. мові/.
- У навчальному цеху ХТЗ //Школа і виробництво.-1970.-№ 6.-С.9-10./На рос. мові/.
- Політехнічний центр і його переваги //Нар. освіта /образование/.-1970.-№ 10.-С.90-94./На рос. мові/.
- Про політехнічну спрямованість роботи з професійної орієнтації учнів у сфері промислового виробництва //Науково-технічний прогрес і молодь: зб. тез. доп. республіканської наук. конф./У співавторстві з М. Ф. Богатовим/. Х., 1970.-Ч.1.-С.223-226./На рос. мові/.
- З досвіду роботи навчального цеху //Рад./Сов./ педагогіка.-1972.-№ 8.-С.42-46./На рос. мові/.
- Система тудового політехнічного навчання учнів старших класів у навчальному цеху// Всес. нарада з проблем трудового навчання учнів старших класів міських середніх загальноосвітніх шкіл. М., 1972.-С. 29-32./На рос. мові/.
- Скляні двері, або про вибір, який повинен зробити кожен / Бесіду провів кінорежисер А. Караваєв //Зміна/Смена/.-1972.-№ 20.-С. 16-17./На рос. мові/.
- Про вплив професійної орієнтації на формування особистості підлітка // Педагогічні питання попередження бездоглядності і правопорушень серед дітей у Харківсьукій області: Матеріали наук.-практ. конф./ Х., 1973.-С. 35-39./На рос. мові/.
- Трудове виховання старших школярів в процесі виробничої праці в умовах навчального цеху //Актуальні проблеми… виховання учнівської молоді: Матеріали сумісного колоквіуму Академій педагогічних наук СРСР і НДР, Москва, 23-26 січ. 1973 р./ За ред. Н. П. Кузіна, А. І. Піскунова, Г. Н. Філонова. М.: Педагогікак, 1974.-С. 193—198./На рос. мові/.
- Навчальний цех промислового підприємства //Машинобудівник.-1974.-№ 8.-С. 12./На рос. мові/. Ярмоленко П. А., Біблик В. В. Виховання юнацтва у дусі поваги до праці // Партійне життя.-1975.-№ 7.-С. 50-55./На рос. мові/.
- Знайти себе: П'ятирічка просвіти //Червоний прапор /Красное знамя/.-1975.-12 лют./На рос. мові/.
- Шкільний навчальний цех у структурі промислового підприємства // Завком профспілки і трудове виховання школярів: З досвіду роботи… Харківського тракторного заводу ім. С. Орджонікідзе. М.: Профвидав, 1976.-С. 27-62.-Фото. /На рос. мові/.
- Як народжується покликання: «Престижність» професії і питання трудового виховання //Соц. Харківщина.-1977.-8 берез.
- Пристосування до праці //Соц. індустрія.-1978.-18 лют./На рос. мові/.
- Удосконалення підготовки студентів науково- педагогічного профілю у Харківському університеті // * Матеріали наук.- практ. конф. «Роль університетів у підготовці кадрів вищої кваліфікації» / Москва, ВДНГ СРСР, 6-8 груд. 1983 р./: Тез. доп. М., 1983.-С.65-67./На рос. мові/.
- Реформа школи — справа кожного: /Завдання ХДУ/ //Харк. університет.-1984.-18 верес.
- Справжній маленький завод: Школа сьогодні і завтра //Рад. /Сов./ культура.-1984.-22 трав.
- Формування громадянської відповідальності, активного ставлення до життя у процесі виробничої праці старшокласників // Формування в учнів … світогляду у процесі їх трудової підготовки: Матеріали для обговорення на засіданні Президії АПН СРСР. М., 1986.-С. 39-40./На рос. мові/.
- Педагогічна спадщина А. С. Макаренка і реформа школи. Методична розробка для студентів педагогічних відділень з спецкурсу «Методика виховноЇ роботи» / П. А. Ярмоленко, Д. М. Петрова, І. С. Посохова, Л. С. Нечепоренко, В. Ю. Новаторов, В. Е. Лисаченко, В. О. Михайловський, Т. М. Шептун та ін. Х.: ХДУ, 1988.-116 с./На рос. мові/.
- Концептуальні положення з перетворення професійно-технічного училища /технікуму/ у технічний ліцей //Пед. процес і еконорміка технічних ліцеїв /Зб. ст.: У 2-х ч. Єкатеринбург, 1992.-Ч.1.-С.3-10./ На рос. мові/. http:// Lib.irro.ru/…/cgiirbis_64.exe?…Ярмоленко%20П. А.
- Про розвиток перспективних форм професійно-технічної освіти// Проблеми соціології професійної освіти робітників: тез. доп. і виступів на Першій російській наук.-практ. конф. з міжнарод. участю /Санкт-Петербург, 17-19 лют. 1993 р. Спб, 1992.-Т.2.-С.60-62./На рос. мові/.
- Авершин, А. О., Яковенко, Т. В. Вибір технологій навчання технічній творчості студентів інженерно — педагогічних спеціальностей / http://repo.UIPA.edu.ua/jspui/bitstream.../860/.Avershin.pdf%5Bнедоступне+посилання+з+серпня+2019%5D.
- Підготовка майбутніх вчителів початкових класів до позаурочної виховної роботи / http://dissertation.com.ua>node/646844.67[недоступне посилання з серпня 2019] /На рос. мові/.

### німецька
- Die Arbeitserziehung der alteren Sohuler im Prozeb der productiven Arbeit unter den Bedingungen einer Unterrichtsabteilung // Probleme der … Erziehung: Materialien des gemeinsamen Kolloquiums… Berlin, 1975.-S. 259—267.

### болгарська
- Политехническое трудовое обучение в учебном цехе ХТЗ // Нар. просвещение /БНР/.-1973.-№ 6.-0,7 д.а.

## Матеріали до біографії /документи, статті, хронікальні замітки, спогади про нього і навчальний цех ХТЗ/
- Кирсанов, С. Навчальний цех // Молодий комуніст.-1969.-№ 8.-С.88-91./На рос. мові/.
- Аверичев, Ю. П. Є цех на ХТЗ // Правда.-1970.-20 серпня.: Про навчальний цех ХТЗ. /На рос. мові/.
- Інформація про нагородження П. А. Ярмоленка значком «Відмінник освіти СРСР» // Нар. освіта /образование/.-1970.-№ 10.-С. 94. /На рос. мові/.
- Кондрацька, Л. Хто заміне лівшу // Комсомольська правда.-1970.-6 травня.: Про навчальний цех ХТЗ. /На рос. мові/.
- Мануєнко, Учитель, учні // Правда України.-1970.-21 листопада.-Фото. /На рос. мові/.
- Обличчям до професії: Передова // Правда.-1971.-31. січня.: Про навчальний цех ХТЗ. /На рос. мові/.
- Писаревський, Л., Руденко, І. Школа в цеху: Важливий експеримент Павла Ярмоленка // Соц. Харківщина.-1971.-23 травня.
- Тяжельников, Є. М. Про підсумки ХХІУ з"їзду КПРС і завдання комсомолу з виконання його рішень // Документи і матеріали ІУ пленуму ЦК ВЛКСМ, 27 квітня 1971 р. М., 1971.-С.46. /На рос. мові/.
- Черкасов В. Парта в цеху // Комсомольська правда.-1971.-19 травня. /На рос. мові/.
- Лябога, І. Є. Біля прохідної заводу: Листи до «Правди» // Р. Волкова, Д. Шумський // Правда.-1972.-14 жовтня.: Про навчальний цех ХТЗ. /На рос. мові/.
- Дворников, Є. Вибір професіїЖ досвід, віддачаЖ До загальної середньої // Правда.-1973.-6 червня.: Про навчальний цех ХТЗ. /На рос. мові/.
- Курбатов, Ю. А. Сходинки робочої зрілості. М.: Знання, 1973.-С. 9-12. /На рос. мові/.
- Павленко В. Учитель /П. А. Ярмоленко/, учіння, учні // Естафета праці /За ред. О. С. Стеч. Х., 1974.-С. 116—123.-Фото. /На рос. мові/.
- Захарова, Л. Готуючі до життя, до праці //Виховання школярів.-1975.-№ 4.-С.14-15. /На рос. мові/.
- Прокофьєв, М. О. Радянська загальноосвітня школа на сучасному етапі: лекція. М.: Мисль, 1975.-С. 33. /На рос. мові/.
- Садошенко, С. Йдуть уроки… в цеху // Техніка — молоді.-1975.-№ 3.-С. 20-21. /На рос. мові/.
- Атутов, П. Р. Політехнічний принцип у навчанні школярів: Монографія. М.: Педагогіка, 1976.-С. 155. /На рос. мові/.
- Гладков, Т. [Архівовано 9 листопада 2019 у Wayback Machine.] Харьковский эксперимент // Юность.-1976.-№ 11.-С.92-97.
- Щербицький, В. В. ХХУ з"їзд КПРС про удосконалення соціалістичного образу життя і формування нової людини. М.: Політвидав, 1977.-С. 184—185. /На рос. мові/.
- Гладков, Т. Великий вихователь — праця // Наука і життя.-1977.-№ 4.-С.38-42. /На рос. мові/.
- Алексеєв, П. Гудок на урок. Лист читача // Літературна газ.-1978.-№.- 18 січня.-С. 11. /На рос. мові/.
- Буренков, М., Кононенко, В. Є такий цех: /Про навчальний цех ХТЗ/ // Вісті /Известия/.-1978.-1 березня. /На рос. мові/.
- Дім ста ремесел // Вечірній Харків.-1979.-20 вересня.-Фото.
- Прокофьєв, М. Проблеми великого всеобучу // Вісті /Известия/.-1979.-28 вересня.: Про політехнічний центр трудового навчання ХТЗ. /На рос. мові/.
- Нізовий, А. Робітничі університети: (Двадцять років навчальному цеху ХТЗ) // Ленінська зміна.-1980.-25 вересня.-Фото.
- Прокофьєв, М. О. Здійснюючи заповіти… // Нар. освіта /образование/.-1980.-№ 4.-С. 2-8. /На рос. мові/.
- Рибалка, І. К. Харківський державний університет 1805—1980: Історичний нарис. Х.: Вищ. шк., 1980.-С. 49, 55, 60, 62, 99, 105—106, 139. /Нав рос. мові/.
- Алексеєв, С. М., Семикін М. П. Мудра школа праці. М.: Мол. гвардія, 1981.-С. 49-51. /На рос. мові/.
- Трудове виховання школярів: (Передова) // Червоний прапор /Красное знамя/.-1982.-19 січня. /На рос. мові/.
- Вибір професії: (Передова) // Червоний прапор /Красное знамя/.-1983.15 травня. /На рос. мові/.
- Гончаренко, П. Спадщину — у надійні руки // Учит. газ.-1983.-7 липня. /На рос. мові/.
- Заливадний, В. «Труд» І «трудно» — одного кореня // Червоний прапор /Красное знамя/.-1985.-31 січня.: Про навчальний цех ХТЗ, педагогічний досвід П. А. Ярмоленка. /На рос. мові/.
- Назимов, І. Уроки праці: від класу до цеху: Школа на шляхах реформи // Правда.-1985.-2 січня. /На рос. мові/.
- Об"ява про захист дисертації на пошукання вченого ступеня доктора наук. Ярмоленко Павло Андрійович: «Педагогічні проблеми навчання і виховання старшокласників у міжшкільному політехнічному центрі трудового навчання і профорієнтації» (13.00.01) у Наук. досл. ін-ті трудового навчання і професійної орієнтації АПН СРСР // Бюлетень Вищої атестаційної комісії при Раді Міністрів СРСР.-1985.-№ 1.-С. 29. /На рос. мові/.
- Атутов, П. Р. Політехнічна освіташколярів: Зближення загальноосвітньої і професійної школи. М.: Педагогіка, 1986.-С. 113. /На рос. мові/.
- Логвиненко, А. Д., Фокіна, Р. А. Нарада- семінар завідувачів кафедрами психології і педагогіки університетів і закладів вищої освіти країни // Питання психології.-1986.-№ 3.-С. 182. /На рос. мові/.
- Атутов, П. Р., Калюга, С. У. Трудова підготовка школярів. К., 1987. /На рос. мові/.
- Коваленко, О. Е. Методичні основи технології навчання: теоретико — методичний і практичний аспект викладання дисциплін електроенергетичного циклу: Монографія. Х.: Основа, 1996.-С. 17-18.
- Посохова, І. С. Ярмоленко Павло Андрійович // Педагогічна Харківщина: довідник /За ред. В. І. ЛозовоЇ, І. Ф. Прокопенка. Х.: Вид-во Круглова, 1997.-С. 158—1159. Х.: ХДПУ, 1999.-С. 160.
- Тарапов, І. Є. Харківський університет. Сторінки історії: Зб. актових промов на урочистих засіданнях Вченої ради. 1976—1993. Х.: Фоліо, 1997.-С. 12, 38, 125 /Про П. А. Ярмоленка/.-С.90 /про схвалення колегією Міносвіти СРСР досвіду ХДУ про роздільну підготовку педагогів і виробничників/. /На рос. мові/.
- Васильєв, І. Б. Професійна педагогіка: Конспект лекцій для студентів інженерно — педагогічних спеціальностей. Х.,1999.-С. 9-10. /На рос. мові/.
- Слово прощання: (Некролог) //Вечірній Харків.-2002.-25 травня. /На рос. мові/.
- Харківський національний університет ім. В. Н. Каразіна за 200 років /В. С. Бакірорв, В. М. Духопельников, Б. П. Зайцев та ін. Х.: Фоліо, 2004.-С. 527.
- Кафедра педагогіки і методики професійного навчання // Історія Української інженерно — педагогічної академії / С. Ф. Артюх. Х.: Прапор, 2007.-С. 291—293.
- [Архівовано 23 листопада 2018 у Wayback Machine.] Светлана Петрівна Бочарова: ДО 80-ліття з дня народження: Бібліогр. покажч. /Упоряд. Є. І. Єремина, Є. Н. Онуфрієва. Х.: УІПА, 2008.-С. 9. /На рос. мові/.
- Нечепоренко, Л. С. До 160- ліття кафедри педагогіки: Наук. доп. Х.: ХНУ ім. В. Н. Каразіна, 2010.-С.8-9.
- Нечепоренко, Л. С., Кулиш, С. М. Педагогічна освіта у Харківському національному університеті ім. В. Н. Каразіна /До 160-ліття кафедри педагогіки:/: Монографія. Х.: ХНУ ім. В. Н. Каразіна, 2010.-С. 20.
- Васильєв І. Б. Теоретичні і методичні основи підготовки педагогів професійного навчання: Монографія. Х.: Смугаста тіпографія, 2015.-С. 17.

### англійська
- A.S. Makarenko today — in our midst: On the occasion of his 90th birthday: Report // Teachers of the world.-1978.-N 2.-P. 26-29. P. 28-29: про метод трудового навчання П. А. Ярмоленка.

## Довідкові матеріали

### Бібліографічні показчики
- Павло Андрійович Ярмоленко: Бібліогр. покажч. (До 60-ліття з дня народження) /Упоряд. А. Ю. Караваєва. Х.: ХДУ, 1987.-11 с./ Серія « Вчені ХДУ». /На рос. мові/.

### Фільмографія
- «Скляні двері». Телевізійний фільм про політехнічний центр — навчальний цех ХТЗ і педагогічний досвід П. А. Ярмоленка. Х., 1974.- У 3 ч. (30 хвил.) 35 мм. // Каталог фільмів університетської фільмотеки /Упоряд. В. П. Бабич. Х.: ХДУ, 1975.-С. 6.

- Фото П. А. Ярмоленка // Правда України.-1970.-21 листопада.
- Фото П. А. Ярмоленка // Учит. газ.-1970.-4 квітня.
- Фото П. А. Ярмоленка // Естафета праці. Х., 1974. До С. 64.
- Фото П. А. Ярмоленка // Завком профспілки і трудове виховання школярів. М., 1976. До с. 40.
- Фото П. А. Ярмоленка // Вечірній Харків.-1979.-20 вересня.
- Фото П. А. Ярмоленка // Ленінська зміна.-1980.-25 вересня.
- Фото П. А. Ярморленка, фото професора з співробітниками кафедри // Історія Української інженерно — педагогічної академії /С. Ф. Артюх. Х.:Прапор, 2007.-С. 291—293. /На рос. мові/.